# Sebastiano Florigerio
Sebastiano Florigerio (Conegliano, v.1500 - Udine, ap.1543) est un peintre italien de la haute Renaissance, que Vasari mentionne avec le nom de Bastiano Florigorio.

## Biographie
Sebastiano Florigerio fut un élève de Pellegrino da San Daniele. Il s'engagea à travailler pour lui en échange de la promesse d'épouser sa fille dans les deux ans à venir (le mariage n'eut pas lieu).
À partir de 1523, sous sa direction, il travailla, avec Luca Monverde, Francesco et Antonio Floriani.
Entre 1526 et 1528 il travailla au Triptyque dei Battuti de Cividale, et en 1529 il peignit le retable Saint Georges combattant le dragon, à San Giorgio d'Udine.
De 1530 à 1533 il travailla à Padoue où il exécuta le retable de la Scuola di San Bovo (éparpillé) et deux fresques. Il retourna ensuite à Udine jusqu'en 1535, lorsque, au cours d'un duel, il tua son adversaire et dut se réfugier à Cividale, où il demeura jusqu'en 1543, année à partir de laquelle il retourna à Udine où il termina sa vie.

## Œuvres
- Retable (1525), Santa Maria di Villanuova, San Daniele del Friuli.
- Vierge avec l'Enfant, entre saint Augustin et sainte Monique, corporation des cordonniers, Udine.
- Saint Georges combattant le dragon (1529), église San Giorgio, Udine.
- Pietà, église San Bovo, Padoue.
- Saint François, Saint Antoine, église San Bovo, Padoue.
- Saint Jean-Baptiste, église San Bovo, Padoue (aujourd'hui dans les Gallerie dell'Accademia de Venise.
- Portrait de Raffaele Grassi (1530), huile sur toile de 127 × 103 cm, Galerie des offices, Florence. Attribué au Titien jusqu'en 1924[2].
- Vierge à l'Enfant avec sainte Anne, saint Roch et saint Sébastien,
- Saint Florigerio, saint Jean Évangéliste et saints,

## Sources
- x